# Cryptochetum latimanum
Cryptochetum latimanum är en tvåvingeart som beskrevs av Malloch 1927. Cryptochetum latimanum ingår i släktet Cryptochetum och familjen Cryptochetidae. Inga underarter finns listade i Catalogue of Life.